# Kyushu Railway Company

Logo de la compañía.

La Kyushu Railway Company (九州旅客鉄道株式会社 Kyūshū Ryokaku Tetsudō Kabushiki-gaisha?), también conocida como JR Kyushu (JR九州 Jeiāru Kyūshū?) y Kyushu Railway Company (九州電鉄 Kyūshū Dentetsu?) es una de las compañías que constituyen el grupo Japan Railways. Opera ferrocarriles interurbanos en la isla de Kyushu, Japón así como el Ferry de Kyushu (Kyushu Jet Ferry, en inglés), que une las ciudades de Fukuoka y Busan, esta última Corea del Sur.

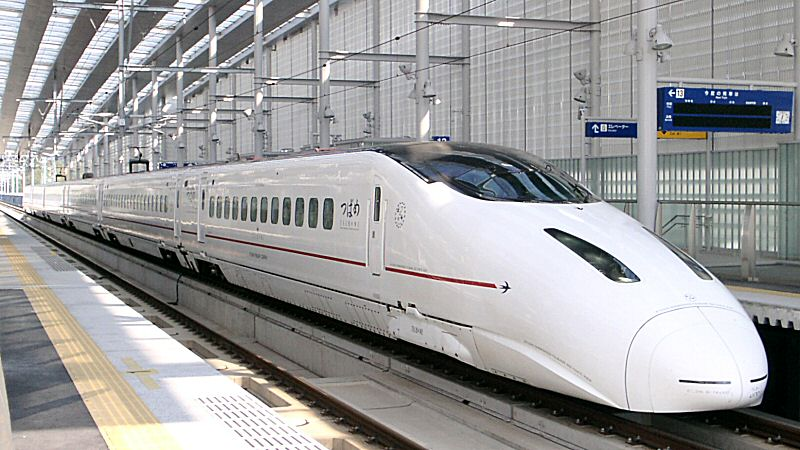
El Shinkansen Tsubame, que opera en Kyūshū.

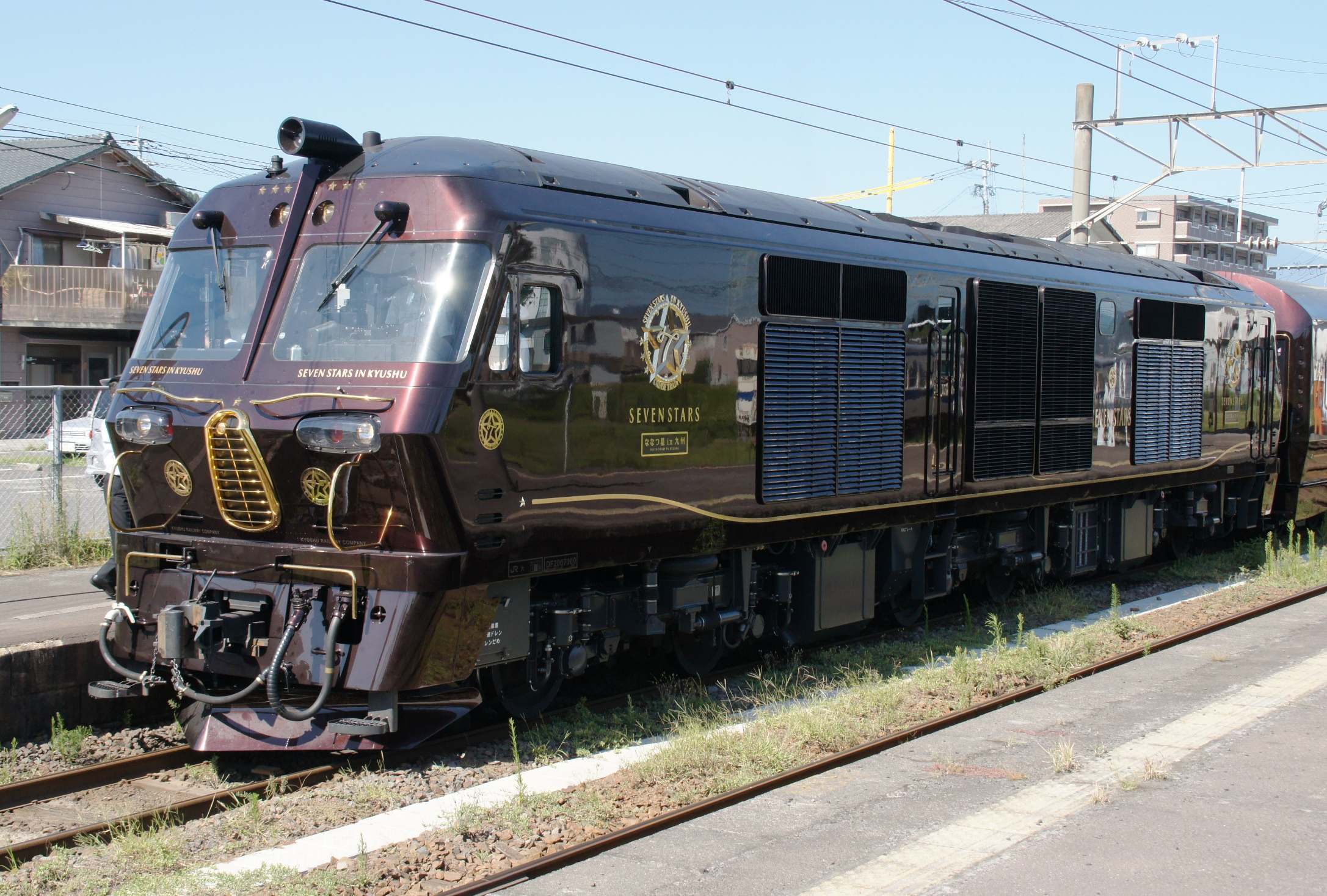
Nanatsuboshi in Kyūshū

## Historia
La compañía opera en todo el territorio de Kyūshū desde el 1 de abril de 1987, cuando el gobierno japonés privatizó los Ferrocarriles Nacionales Japoneses (JNR) y estos fueron sustituidos por el grupo Japan Railways, que a su vez se dividió en varias compañías regionales y logísticas.
La sede de la compañía se encuentra en el distrito de Hakata-ku, en la ciudad de Fukuoka.

## Líneas
| Tipo               | Nombre                    | Recorrido                   | Servicios | Longitud |
| ------------------ | ------------------------- | --------------------------- | --------- | -------- |
| Shinkansen         | Kyushu Shinkansen         | Hakata - Kagoshima-Chūō     |           | 288.9 km |
| Shinkansen         | Nishi Kyushu Shinkansen   | Takeo-Onsen - Nagasaki      |           | 69.6 km  |
| Líneas principales | Línea principal Sanyo     | Shimonoseki - Mojikō        |           | 6.3 km   |
| Líneas principales | Línea principal Kagoshima | Mojikō - Yatsushiro         |           | 232.3 km |
| Líneas principales | Línea principal Kagoshima | Sendai - Kagoshima          |           | 49.3 km  |
| Líneas principales | Línea Sasaguri            | Keisen - Yoshizuka          |           | 25.1 km  |
| Líneas principales | Línea principal Nagasaki  | Tosu - Nagasaki             |           | 125.3 km |
| Líneas principales | Línea principal Nagasaki  | Kikitsu - Nagayo - Urakami  |           | 23.5 km  |
| Líneas principales | Línea Chikuhi             | Meinohama - Karatsu         |           | 42.6 km  |
| Líneas principales | Línea Chikuhi             | Yamamoto- Imari             |           | 25.7 km  |
| Líneas principales | Línea Sasebo              | Kōhoku Station - Sasebo     |           | 48.8 km  |
| Líneas principales | Línea principal Nippo     | Kokura - Kagoshima          |           | 462.6 km |
| Líneas principales | Línea Miyazaki Kuko       | Tayoshi - Miyazaki Kūkō     |           | 1.4 km   |
| Líneas regionales  | Línea Kashii              | Saitozaki - Umi             |           | 25.4 km  |
| Líneas regionales  | Línea Misumi              | Uto - Misumi                |           | 25.6 km  |
| Líneas regionales  | Línea Hisatsu             | Yatsushiro - Hayato         |           | 124.2 km |
| Líneas regionales  | Línea Ibusuki Makurazaki  | Kagoshima-Chūō - Makurazaki |           | 87.8 km  |
| Líneas regionales  | Línea Karatsu             | Kubota - Nishi-Karatsu      |           | 42.5 km  |
| Líneas regionales  | Línea Ōmura               | Haiki - Isahaya             |           | 47.6 km  |
| Líneas regionales  | Línea principal Kyūdai    | Kurume - Ōita               |           | 141.5 km |
| Líneas regionales  | Línea principal Hōhi      | Ōita - Kumamoto             |           | 148.0 km |
| Líneas regionales  | Línea Hitahikosan         | Jōno - Yoake                |           | 68.7 km  |
| Líneas regionales  | Línea Nichinan            | Minami-Miyazaki - Shibushi  |           | 88.9 km  |
| Líneas regionales  | Línea Kitto               | Yoshimatsu- Miyakonojō      |           | 61.6 km  |
| Líneas regionales  | Línea principal Chikuhō   | Wakamatsu - Haruda - Haruda |           | 66.1 km  |
| Líneas regionales  | Línea Gotōji              | Tagawa-Gotōji - Shin-Iizuka |           | 13.3 km  |
| Barco              | Beetle                    | Hakata - Huis Ten Bosch     |           | -        |
| Barco              | Beetle                    | Hakata - Busan              |           | -        |